# ヴァレリー・トリールヴァイレール
ヴァレリー・トリールヴァイレール（Valérie Trierweiler, 1965年2月16日 - ）はフランスの記者。日本語報道ではバレリー・トリルベレールの表記も見られる。

## 来歴
フランス西部のメーヌ川河畔に位置するペイ・ド・ラ・ロワール地域圏メーヌ＝エ＝ロワール県のアンジェで、傷痍軍人の父とアイススケート場と花屋で働く母の5人目の子供として生まれた。家計は苦しく、中学校にあたるコレージュの時から苦学しながら学校に通い、パリ第1大学を卒業する。2度の離婚を経験し、子供が3人いる。パリ・マッチの編集者で、2005年から2011年まで民放テレビ・ディレクト8の政治番組を司会してた。2006年にフランソワ・オランドの民事連帯契約（ユニオン・リーブル）となり、彼がフランス第五共和政の大統領に当選されると大統領夫人の役割を務め始め、事実婚の女性で初めてのファーストレディになる。結婚はしておらず、アメリカのメディアなどは、ヴァレリー・トリールヴァイレールをファーストレディではなくファーストガールフレンドと称する。
2013年6月にオランドと共にファーストレディとして日本を訪問している。のちの「回想録」で、メディアからの執拗な悪意ある記事や誹謗中傷に悩まされていたトリールヴァイレールにとって、上皇后美智子と首相夫人の安倍昭恵から受けた気遣いや温かいもてなしは忘れがたく、オランドと共に訪れた国の中で最も素晴らしい思い出が残っている、と記している。
2014年1月10日にオランドがジュリー・ガイエと密会していたことが発覚したため25日に関係を解消する。
フランス国内ではファーストレディとしての人気はあまり高くなく、不人気であったとの評価もある。フランス人の70パーセントは、この騒動で「大統領の評価に影響を及ぼすことはない」と回答している。
オランドとの関係を解消後、トリールヴァイレールはエリゼ宮殿で過ごした日々を綴った暴露本を出版した。この本の出版はフランスに大きな混乱をもたらし、与野党、左派、右派を問わず、トリールヴァイレールは卑怯なやり方でオランドにダメージを与えようとしていると非難している。この暴露本は、庶民派として若者や労働者層を支持基盤としてきたオランドにとって打撃となっており、オランドは本の内容について「私を傷つけるウソ」であると反論した。
エリゼ宮を離れた後はジャーナリスト活動と並行してフランス自由＝ダニエル・ミッテラン財団などで人道支援活動を行っている。

## 栄典
- 2013年5月31日 - 宝冠大綬章